# 有馬川
有馬川（ありまがわ）は、島原半島南部を東へ流れ、有明海へ注ぐ二級河川である。流域は長崎県南島原市に属するが、源流部は雲仙市にも属する。
島原半島では千々石川に次ぐ河川規模をもち、特に北側から多くの支流が流れこむ。源流を除く流域のほぼ全域が田畑に利用され、農業集落やため池が点在する。

## 流域
本流は雲仙市と南島原市の境にある彦山（標高380m）を水源とする。上流部は南島原地域に広がる台地に深い谷を刻む。源流部は森林だが、程なく路木・柳谷・梅谷などの集落に至り、谷沿いに段々畑や棚田が広がる。
本流は北有馬・南有馬の境界をなし、周囲から多数の支流を併せながら東へ流れる。北から合流する路木川・第二路木川・小谷川・坂山川・坂下川・西正寺川・下川・高江川・浦口川の各支流は、雲仙岳南側斜面に谷を刻み「七谷七峰」と称される北有馬の地形を形成する。またこの地域には石橋も多い。南からはドン川・荒尾川・恵通谷川が合流する。
川は下流域に広がる干拓地・河口干潟を抜けて有明海へ注ぐ。下流左岸（北側）には北有馬中心部の街並みがある。

## 歴史
支流の坂下川上流域には縄文時代末期の原山支石墓群、本流下流域には今福遺跡・北岡金比羅遺跡といった弥生時代の遺跡がある。
また下流左岸に日野江城址、右岸海側に原城址がある。有馬氏によって二つの城が築城された16世紀頃は、城の間は有馬川のデルタ地帯で、二つの城を繋ぐ通路と石橋があった。その後デルタ地帯は干拓され、北岡新地・三原新地などの水田地帯となった。
昭和46-47年（1971-1972年）に治水工事が行われ、下流に可動堰が作られた。

## 関連道路
- 国道251号 - 河口「有馬橋」
- 国道389号 - 上流の分水界に沿う
- 長崎県道30号小浜北有馬線
- 長崎県道217号矢次南有馬線
- 長崎県道209号山口南有馬線